# Pg.lost
pg.lost — музыкальный коллектив из Швеции, исполняющий музыку в жанре построк.

## История
Выпустив в 2005 году демоальбом pg.lost (в то время группа называлась Before You Give In), музыканты остались незамеченными, впоследствии забыв о своей первой записи. Двумя годами позже, 20 июня 2007 года pg.lost выпустили мини-альбом под названием Yes I Am на лейбле Black Star Foundation. 29 сентября того же года был выпущен первый LP It’s Not Me, It’s You!. Сделав небольшой перерыв, 11 декабря 2009 года группа выпустила второй LP In Never Out продолжительностью 50 минут. 4 мая 2012 года вышел третий альбом группы KEY. Альбом состоит из семи песен общей продолжительностью в 55 минут.

## Дискография
- 2005 — pg.lost (demo)
- 2007 — Yes I Am (EP)
- 2007 — It’s Not Me, It’s You! (LP)
- 2009 — In Never Out (LP)
- 2012 — KEY (LP)
- 2016 — Versus
- 2020 — Oscillate